# Traité de Montargis
Le traité de Montargis, signé les 22 et 28 octobre 1484, est un épisode de l'histoire de Bretagne et de France qui témoigne de l'opposition du duc de Bretagne François II et du pouvoir royal sur le plan diplomatique.
Il est signé entre la régente de France Anne de Beaujeu, son cadet le roi Charles VIII étant présent et cinq seigneurs bretons rebelles au duc François II (et surtout opposés à son ministre Pierre Landais) : le maréchal de Rieux, le prince d'Orange (neveu de François II) et les sires de Jean du Perrier, sire de Sourléac, Pierre de Villeblance, sire de Broons, et Jean Le Bouteiller, sire de Maupertuis, tous pensionnés du roi de France. Ceux-ci reconnaissent le roi de France, Charles VIII, successeur du duc de Bretagne François II, si celui-ci décède sans héritier mâle, en application des dispositions du premier traité de Guérande (1365).
Le traité de Guérande donnait la couronne de Bretagne aux Montfort comme mâles, au détriment des Penthièvre. À l’extinction du dernier mâle Montfort (c’était le cas avec Anne de Bretagne), la couronne devait revenir aux Penthièvre. Or, d'une part les États de Bretagne avaient privé les Penthièvre de leurs droits sur la Bretagne après leur forfaiture de 1420, d'autre part le roi de France Louis XI avait racheté en 1480 ces droits à la comtesse Nicole de Penthièvre. 
D’un autre point de vue, il existe d’autres cas de vente de droits de succession à une principauté équivalente, et le traité de Guérande ne précise pas si les droits peuvent ou non être transmis par les femmes : il indique que les femmes n’hériteront pas tant qu’il restera des hommes dans la famille de Montfort ou la famille de Penthièvre.
En Bretagne, le duc François II a pour principal conseiller Pierre Landais, défenseur farouche de l’indépendance du duché et ennemi du « parti français ». Sa politique de renforcement du pouvoir ducal se fait au détriment des grands seigneurs bretons, ce qui les incite à la conspiration. Ils ne souhaitent pas de plus se brouiller avec le roi de France, car ces seigneurs bretons sont aussi pour la plupart possessionnés en France et ils bénéficient surtout de largesses royales qui constituent leur principal revenu. En octobre 1484, ils signent avec les représentants de la régente cet accord à Montargis, par lequel le roi de France hériterait du duché de Bretagne, si le duc venait à mourir sans héritier mâle légitime. Dans un second acte requis par la chancellerie française, les seigneurs bretons jurent et promettent loyauté et service au roi de France.
Ce traité est évoqué en 1487, lorsque des seigneurs bretons demandent l’aide militaire de la France pour se débarrasser du conseiller Odet d'Aydie. Ce qui a pour conséquence les campagnes des armées françaises en Bretagne de 1487 et 1488, la défaite des armées bretonnes à la bataille de Saint-Aubin-du-Cormier et le traité du Verger qui consacre la victoire du roi de France en 1488.